# Idil·lis i cants místics

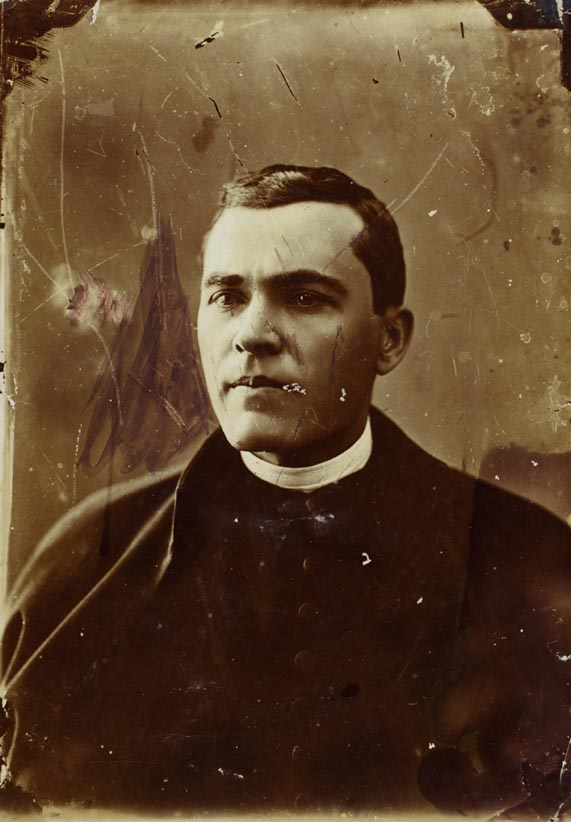
Retrat de Jacint Verdaguer en una data propera en què es publicà Idil·lis i cants místics.

Idil·lis i cants místics és un poemari de Jacint Verdaguer publicat el 1879 amb un pròleg de Manuel Milà i Fontanals. Publicat sis mesos després de l'edició bilingüe dels versos heroics de L'Atlàntida, fou el seu primer recull de poemes lírics de caràcter místic. Ha estat traduït al castellà (1879, 1908, 1965) i al francès (1906) i diversos poemes han estat musicats.
En el pròleg Milà i Fontanals indicava que Verdaguer havia intentat "seguir humilment les petjades de l'inspirat poeta dels Cantars i dels angèlics autors de La llama de amor i de Las moradas.
La majoria dels poemes reflexionen sobre la cerca romàntica de l'absolut a partir de l'experiència del jo religiós i partint dels Salms, el Càntic dels càntics, Ramon Llull, santa Teresa de Jesús, sant Joan de la Creu i la mística holandesa, i sota formes que van de la modulació popular com "Lo noi de la mare" a altres de gran ambició conceptual, que, en els idil·lis, incorporen el recurs del diàleg. El centre temàtic és Jesús Salvador, l'Amat, objecte del desig de la unió mística amb Déu.
Quan va sortir el llibre Teodor Llorente al diari Las Provincias li dedicà un extens comentari on lloava Verdaguer i venia a dir que L'Atlàntida no era un bolet sinó que la nova obra confirmava que estaven davant d'un gran escriptor. Miquel Costa i Llobera considerava que els poemes eren "preciosos" i qualificava Verdaguer com "un dels pocs esperits privilegiats que encara tenen ales per volar pel cel dels serafins".